# Olympic 4
Az Olympic 4 a cseh Olympic együttes 1974-ben megjelent negyedik sorlemeze, melyet a Supraphon adott ki. Katalógusszáma: 1 13 1475. A kiadvány borítóján a tagokról készült rajzok láthatóak, a dalok folytatólagosan vannak számozva a hátoldalon. A felvételek 1973 januárja és júniusa között készültek Prágában.

## Az album dalai

### A oldal
1. Karneval (Petr Hejduk/Václav Fischer) – 3:57
2. Stará láhev (Petr Janda/Václav Fischer) – 3:27
3. Konec konců (Petr Hejduk/Ladislav Křístek) – 3:39
4. Blázen (Petr Janda/Michal Prostějovský) – 3:03
5. Únos (Petr Janda/Zdeněk Rytíř) – 5:10

### B oldal
1. Harém (Petr Janda/Václav Fischer) – 4:55
2. Jsem zvláštní (Petr Janda/Mirek Černý) – 5:31
3. Vůně benzínu (Petr Janda/Václav Fischer) – 4:22
4. Kánon (Petr Janda/Zdeněk Rytíř) – 3:59

## Közreműködők
- Jiří Korn – basszusgitár, ének (A2, A4-5, B1, B3, B4)
- Ladislav Chvalkovský – basszusgitár, ének (A1, A3, B2)
- Petr Hejduk – dob, ének
- Petr Janda – gitár, ének, szopránszaxofon
- Miroslav Berka – billentyűs hangszerek, ének